# Duncan Ferguson
Duncan Cowan Ferguson (Stirling, 27 december 1971) is een Schots voetbalcoach en voormalig betaald voetballer. Hij was een aanvaller en wordt over het algemeen geassocieerd met zijn periodes bij Everton in de Premier League, van 1994 tot 1998 en van 2000 tot 2006.
Ferguson won in 1995 de FA Cup met Everton. In het Verenigd Koninkrijk is hij zowel onder supporters als media berucht om zijn agressieve spel alsmede zijn competitief gedrag op het veld. Ferguson ontving acht rode kaarten gedurende zijn carrière in Engeland, een record dat hij deelt met Patrick Vieira en Richard Dunne. Na het uitdelen van een kopstoot aan een tegenstander van Raith Rovers in april 1994 - toen hij voor Glasgow Rangers uitkwam - werd Ferguson tot een effectieve gevangenisstraf van drie maanden veroordeeld.
Ferguson draagt omwille van zijn persoonlijkheid, zijn gestalte – 1,93 meter – en aparte speelstijl de bijnamen Big Dunc en Duncan Disorderly (vrij vertaald: dolle Duncan).

## Clubcarrière

### Carrière in Schotland
Ferguson begon zijn loopbaan in de Scottish Premier Division bij Dundee United in 1990. In zijn tweede seizoen bloeide hij open. In 1993 versierde hij een transfer naar de Schotse topclub Glasgow Rangers, dat destijds een recordbedrag van £ 4.000.000 neertelde. Ferguson pakte de Schotse landstitel in 1994, maar speelde weinig. In april 1994 deelde hij een kopstoot uit aan John McStay van Raith Rovers. Ferguson kreeg geen rode kaart want noch de scheidsrechter noch de lijnrechters merkten het incident op. Hij kreeg achteraf wel een effectieve gevangenisstraf van drie maanden, die hij volledig heeft uitgezeten. Ferguson was namelijk niet aan zijn proefstuk toe. In februari 1991 gaf de aanvaller een kopstoot aan een politie-agent.

### Eerste periode bij Everton

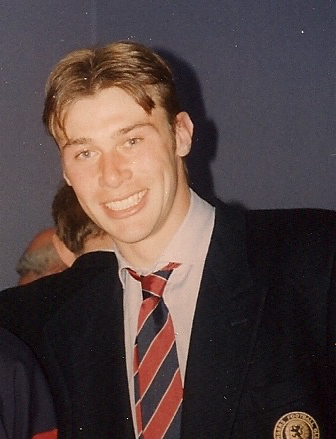
Duncan Ferguson in 1994

In oktober 1994 verhuisde Ferguson op huurbasis naar Everton, waarna de club uit Liverpool hem in december 1994 definitief overnam. Everton betaalde £ 4.000.000 aan Glasgow Rangers voor zijn diensten. In het seizoen 1994/1995 won Ferguson de FA Cup. Everton versloeg Manchester United met het kleinste verschil. Ferguson groeide op Goodison Park uit tot een offensieve sterkhouder, ondanks een doorgaans agressieve speelstijl. In augustus 1995 liep Ferguson een hernia op, waardoor hij maanden buiten strijd was. In het seizoen 1997/1998 lukte de qua postuur zeer grote Ferguson - tegen Bolton Wanderers - als eerste speler in de geschiedenis een hattrick met drie kopballen, een dag na zijn 26ste verjaardag. Everton vermeed in 1998 op spectaculaire wijze een degradatie naar het Championship. Everton wist zich te handhaven op doelsaldo. Big Dunc was met elf doelpunten belangrijk in de redding van de club die anno 2023 nog nooit de Premier League-titel won en die nog nooit uit diezelfde Premier League degradeerde, sedert de oprichting van de Premier League in 1992.

### Newcastle United
Na het moeilijke jaar met Everton verhuisde Ferguson in november 1998 naar Newcastle United, dat een prijs van £ 8.000.000 voor hem betaalde. Fergusons transfer was controversieel omdat Everton-manager Walter Smith niet van de onderhandelingen op de hoogte was. Ferguson haalde bij Newcastle nooit zijn niveau van bij Everton en scoorde acht doelpunten in anderhalf jaar, hoewel hij onder manager Ruud Gullit vaak werd opgesteld naast Alan Shearer.
Ferguson speelde mee in de finale van de FA Cup 1998/99. Hij mocht invallen voor Dietmar Hamann bij de rust. Manchester United was met 2-0 te sterk voor het Newcastle van Ferguson en Gullit.
Uiteindelijk maakte zijn geschiedenis van blessures hem overbodig bij de club, waarna hij door manager Bobby Robson terug verkocht werd aan Everton voor £ 3.750.000.

### Tweede periode bij Everton

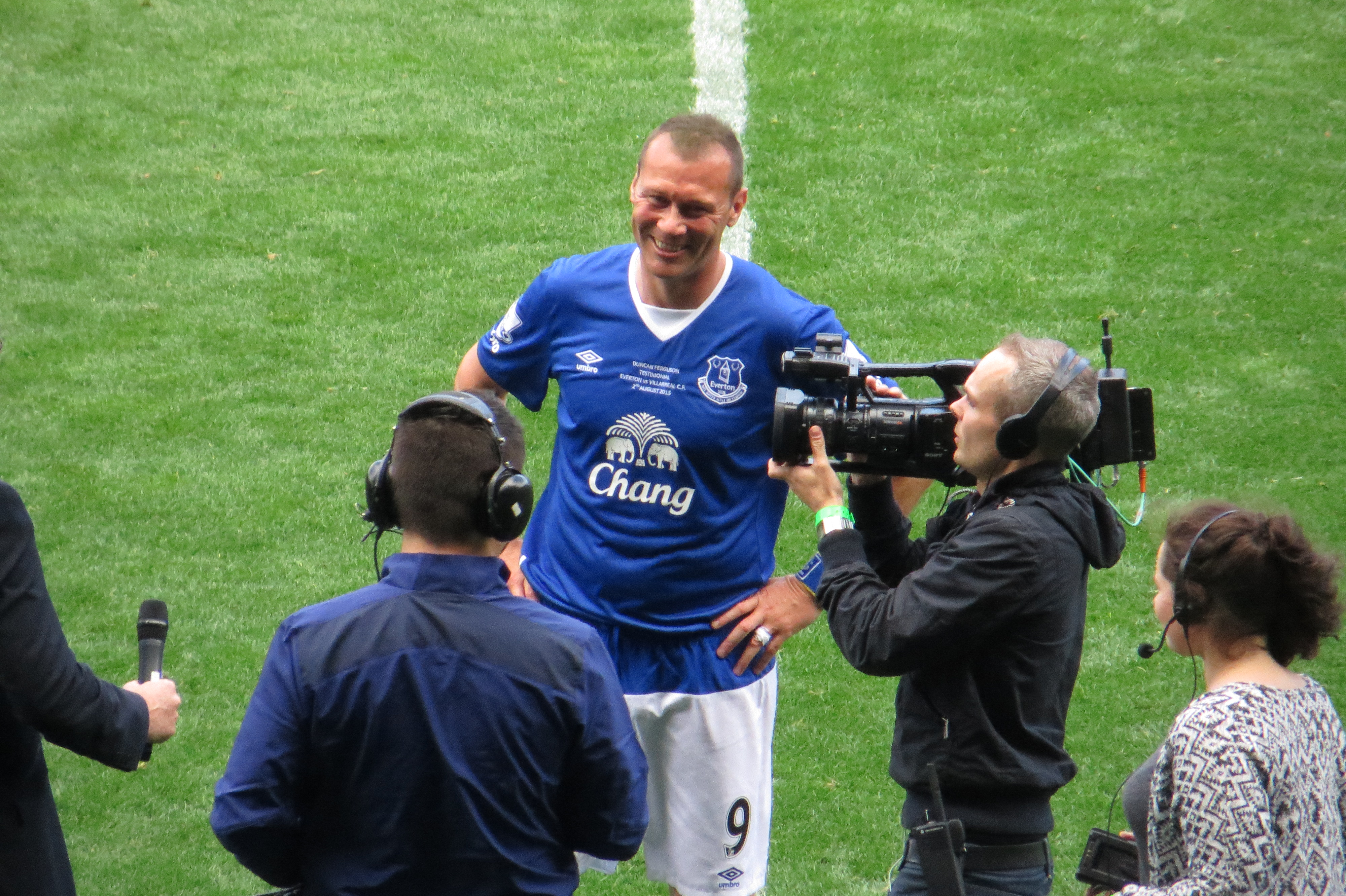
Ferguson voor aanvang van zijn testimonial op 2 augustus 2015

Ferguson stond na zijn terugkeer naar Everton niet meteen in de basiself en speelde amper twaalf competitieduels in het seizoen 2000/2001. Hij speelde amper in het seizoen 2002/2003 vanwege blessureleed. Ferguson viel daarna op met enkele fratsen waarmee hij zichzelf in een slecht daglicht plaatste. Zo greep hij toenmalig Leicester City-middenvelder Steffen Freund op 20 maart 2004 naar de keel en kneep deze secondenlang dicht, een incident dat hem vier speeldagen schorsing opleverde.
In het seizoen 2004/2005 speelde hij 35 competitiewedstrijden, waarvan 29 keer als invaller. Een fysieke aanvaring met Wigan Athletic-spelers Paul Scharner en Pascal Chimbonda in januari 2006, na zeven dolle minuten van Ferguson, draaiden uit op een schorsing van zes wedstrijden.
Na afloop van het seizoen 2005/2006 stopte de toen 34-jarige Ferguson met voetballen. In zijn laatste wedstrijd, thuis tegen West Brom, miste hij een strafschop, maar scoorde hij vervolgens in de laatste minuut de gelijkmaker.

### Eerbetoon van Everton
Ferguson kreeg van Everton een testimonial op 2 augustus 2015. Wayne Rooney, toenmalig Manchester United-speler en ex-ploeggenoot van Ferguson, was  gelegenheidshalve voor het eerst sinds 2004 weer present als speler van Everton.

## Clubstatistieken
| Seizoen         | Club             |                    | Competitie                | Competitie | Competitie | Beker | Beker | Europees | Europees | Overig | Overig | Totaal | Totaal |
| Seizoen         | Club             | Wed.               | Competitie                | Dlp.       | Wed.       | Dlp.  | Wed.  | Dlp.     | Wed.     | Dlp.   | Wed.   | Dlp.   |        |
| --------------- | ---------------- | ------------------ | ------------------------- | ---------- | ---------- | ----- | ----- | -------- | -------- | ------ | ------ | ------ | ------ |
| 1990/91         | Dundee United    | Vlag van Schotland | Scottish Premier Division | 9          | 1          | 6     | 3     | 0        | 0        | —      | —      | 15     | 4      |
| 1991/92         | Dundee United    | Vlag van Schotland | Scottish Premier Division | 38         | 14         | 3     | 2     | —        | —        | —      | —      | 41     | 16     |
| 1992/93         | Dundee United    | Vlag van Schotland | Scottish Premier Division | 30         | 12         | 3     | 3     | 0        | 0        | —      | —      | 33     | 15     |
| Club totaal     | Club totaal      | Club totaal        | Club totaal               | 77         | 27         | 11    | 8     | 0        | 0        | 0      | 0      | 89     | 35     |
| 1993/94         | Glasgow Rangers  | Vlag van Schotland | Scottish Premier Division | 10         | 1          | 5     | 0     | —        | —        | —      | —      | 16     | 1      |
| 1994/95         | Glasgow Rangers  | Vlag van Schotland | Scottish Premier Division | 4          | 1          | 2     | 3     | 1        | 0        | —      | —      | 7      | 4      |
| Club totaal     | Club totaal      | Club totaal        | Club totaal               | 14         | 2          | 7     | 3     | 1        | 0        | 0      | 0      | 23     | 5      |
| 1994/95         | Everton          | Vlag van Engeland  | Premier League            | 23         | 7          | 4     | 1     | —        | —        | —      | —      | 27     | 8      |
| 1995/96         | Everton          | Vlag van Engeland  | Premier League            | 18         | 5          | 2     | 2     | —        | —        | —      | —      | 20     | 7      |
| 1996/97         | Everton          | Vlag van Engeland  | Premier League            | 33         | 10         | 3     | 1     | —        | —        | —      | —      | 36     | 11     |
| 1997/98         | Everton          | Vlag van Engeland  | Premier League            | 29         | 11         | 3     | 0     | —        | —        | —      | —      | 32     | 11     |
| 1998/99         | Everton          | Vlag van Engeland  | Premier League            | 13         | 4          | 4     | 1     | —        | —        | —      | —      | 17     | 5      |
| Club totaal     | Club totaal      | Club totaal        | Club totaal               | 116        | 37         | 16    | 5     | 0        | 0        | 0      | 0      | 132    | 42     |
| 1998/99         | Newcastle United | Vlag van Engeland  | Premier League            | 7          | 2          | 2     | 0     | —        | —        | —      | —      | 9      | 2      |
| 1999/00         | Newcastle United | Vlag van Engeland  | Premier League            | 23         | 6          | 6     | 3     | 2        | 1        | —      | —      | 31     | 10     |
| Club totaal     | Club totaal      | Club totaal        | Club totaal               | 30         | 8          | 8     | 3     | 2        | 1        | 0      | 0      | 40     | 12     |
| 2000/01         | Everton          | Vlag van Engeland  | Premier League            | 12         | 6          | 1     | 0     | —        | —        | —      | —      | 13     | 6      |
| 2001/02         | Everton          | Vlag van Engeland  | Premier League            | 22         | 6          | 3     | 2     | —        | —        | —      | —      | 25     | 8      |
| 2002/03         | Everton          | Vlag van Engeland  | Premier League            | 7          | 0          | 1     | 0     | —        | —        | —      | —      | 8      | 0      |
| 2003/04         | Everton          | Vlag van Engeland  | Premier League            | 20         | 5          | 4     | 4     | —        | —        | —      | —      | 24     | 9      |
| 2004/05         | Everton          | Vlag van Engeland  | Premier League            | 35         | 5          | 2     | 1     | —        | —        | —      | —      | 37     | 6      |
| 2005/06         | Everton          | Vlag van Engeland  | Premier League            | 27         | 1          | 2     | 0     | 4        | 0        | —      | —      | 33     | 1      |
| Club totaal     | Club totaal      | Club totaal        | Club totaal               | 123        | 23         | 13    | 6     | 4        | 0        | 0      | 0      | 140    | 30     |
| Carrière totaal | Carrière totaal  | Carrière totaal    | Carrière totaal           | 360        | 97         | 56    | 26    | 7        | 1        | 0      | 0      | 423    | 124    |

## Erelijst
| Competitie                |                 |                 |
| Competitie                | Aantal          | Jaren           |
| Glasgow Rangers           | Glasgow Rangers | Glasgow Rangers |
| ------------------------- | --------------- | --------------- |
| Scottish Premier Division | 1×              | 1993/94         |
| Everton                   |                 |                 |
| FA Cup                    | 1×              | 1994/95         |

## Interlandcarrière
Ferguson debuteerde voor het Schots voetbalelftal in mei 1992 en maakte deel uit van de Schotse selectie voor het Europees kampioenschap voetbal 1992, maar wegens een conflict met de Schotse voetbalbond kwam hij slechts aan zeven interlands. Ferguson voelde zich in de steek gelaten door de voetbalbond na een incident uit 1994 waarbij Ferguson zijn landgenoot John McStay een kopstoot gaf. Men schorste hem voor twaalf wedstrijden, waarna Ferguson een selectie voor de nationale ploeg weigerde.

## Trainerscarrière
Ferguson maakt al sinds 2014 deel uit van de technische staf van Everton en begon destijds onder leiding van hoofdcoach Roberto Martínez, waarna Ronald Koeman overnam in de zomer van 2016.
Ferguson werd op 6 december 2019 aangesteld als interim-manager van Everton, dat coach Marco Silva op de keien zette wegens tegenvallende resultaten. Everton stond op dat moment achttiende en stond dus op een degradatieplaats. Ferguson bracht zijn eerste opdracht als Everton-coach tot een goed einde met een 3–1 thuisoverwinning tegen Chelsea. Ferguson liet zich meteen gelden door zijn intense beleving langs de zijlijn, waarvoor hij ook als speler alom gekend was. Ferguson sprong euforisch in het rond en omhelsde een ballenjongen nadat Dominic Calvert-Lewin het doelpunt van de zekerheid scoorde voor Everton.
Op 15 december 2019 zorgde Ferguson voor commotie tijdens een uitwedstrijd tegen Manchester United omdat hij spits Moise Kean in het slot naar de kant haalde. Kean werd na 70 minuten ingebracht voor Bernard, maar blies na 88 minuten alweer de aftocht. Volgens critici was dit nefast voor het vertrouwen van de nog piepjonge Italiaanse spits, die overkwam van de Italiaanse grootmacht Juventus en sindsdien moeizaam acclimatiseerde aan het Engelse voetbal. De wedstrijd eindigde onbeslist, het werd 1–1. Ferguson verklaarde dat hij Kean na 18 minuten speeltijd verving door Baye Oumar Niasse om "tijd te rekken".
Ferguson werd nog diezelfde week opgevolgd door Carlo Ancelotti, tien dagen na diens ontslag bij de Italiaanse topclub SSC Napoli wegens een dispuut met Napoli-voorzitter Aurelio De Laurentiis. Ferguson werd assistent van Ancelotti.